# Ауто-мото савез Републике Српске
Ауто-мото савез Републике Српске је самостално, независно и интересно удружење добровољно учлањених грађана власника моторних возила и других грађана, ради задовољавања њихових личних и заједничких интереса у области аутомобилизма, мотоциклизма и туризма. У његовом саставу се налазе ауто-мото друштва.

## Организација
Ауто-мото савез Републике Српске има својство правног лица, уписаног у судски регистар, са сједиштем у Бањој Луци.
Овлашћења која врши Ауто-мото савез Републике Српске су регулисана Законом о безбједности саобраћаја на путевима Републике Српске, Законом о безбједности саобраћаја на путевима Босне и Херцеговине, Законом о превозу у друмском саобраћају Републике Српске, као и Законом о овлашћењима Ауто-мото савеза Републике Српске.
На челу Савеза се налази генерални секретар.

## Овлашћења
Ауто-мото савез Републике Српске има сљедећа јавна овлашћења:
- издавање међународних возачких дозвола возачима који имају важећу возачку дозволу издату у Босни и Херцеговини, на њихов захтјев, и вођење евиденције о издатим дозволама;
- издавање возачима дозволе за управљање туђим моторним возилом регистрованим у Босни и Херцеговини када прелазе државну границу;
- издавање дозволе за одржавање ауто-мото такмичења на територији Републике Српске и лиценце за стазе на којима се одржавају такмичења;
- издавање такмичарске дозволе и лиценце за учешће на ауто-мото такмичењима; и
- издавање потврде о исправности возила за учешће на ауто-мото такмичењима.

Остала овлашћења су:
- обавља послове пружања техничке помоћи моторизованим домаћим и страним учесницима у друмском саобраћају на јавним путевима;
- даје обавјештења о стању на путевима и пружање туринг помоћи;
- уклања са ауто-путева, магистралних и регионалних путева и других јавних површина оштећена моторна возила и возила у квару;
- обавља послове из области безбједности друмског саобраћаја, спровођењем превентивних и едукативних мјера усмјерених према свим субјективним и објективним факторима који утичу на безбједност саобраћаја;
- припрема учеснике у друмском саобраћају, обавља додатну едукација и обуку;
- унапређује области ауто-мото и картинг спорта;
- обезбјеђује ванредни превоз;
- врши и друга повјерена овлашћења.